# Mistrzostwa Ameryki Południowej w Boksie 1996
Mistrzostwa Ameryki Południowej 1996 – zawody bokserskie rozgrywane w Buenos Aires. Uczestnikami mogli być tylko zawodnicy z Ameryki Południowej. Turniej trwał od 8 do 16 marca. Miejsce na podium zapewniało udział na igrzyskach olimpijskich w Atlancie.

## Medaliści
| Kat. wagowa                      |                        |                   |
| -------------------------------- | ---------------------- | ----------------- |
| Waga papierowa (– 48 kg)         | Alberto Rossel         | Beibis Mendoza    |
| Waga musza (– 51 kg)             | Daniel Reyes           | Omar Narváez      |
| Waga kogucia (– 54 kg)           | Marcos Verbel          | Carlos Barreto    |
| Waga piórkowa (– 57 kg)          | Pablo Chacón           | Rogério Dezorzi   |
| Waga lekka (– 60 kg)             | Fabricio Nieva         | Agnaldo Magalhaes |
| Waga lekkopółśrednia (– 63,5 kg) | Dairo José Esalas      | Zely dos Santos   |
| Waga półśrednia (– 67 kg)        | Guillermo Saputo       | Luis Hernández    |
| Waga junior średnia (– 71 kg)    | Jorge Melo Silva       | Oscar Gómez       |
| Waga średnia (– 75 kg)           | José Ricardo Rodrígues | Ricardo Araneda   |
| Waga półciężka (– 81 kg)         | Daniel Bispo           | John Douglas      |
| Waga ciężka (> 91 kg)            | Thompson García        | Marcelino Novaes  |
| Waga superciężka (+ 91 kg)       | Jesús Guevara          | Mariano Ocampo    |